# Нідерландський інститут класифікації аудіовізуальної медіапродукції
Нідерландський інститут класифікації аудіовізуальної медіапродукції (Nederlands Instituut voor de Classificatie van Audiovisuele Media — NICAM) — інститут, що відповідає за контент, наданий до огляду для нідерландської системи оцінення кінофільмів Kijkwijzer, та програмне забезпечення, надане до огляду для європейської рейтингової системи відеоігор та інших розважальних програмних засобів PEGI.

## Історія
Перший заклик до регулювання аудіовізуального світу надійшов від уряду наприкінці 1980-х років, щоб захистити молодь від можливих негативних впливів. Зваживши на вибухове зростання аудіовізуальних засобів масової інформації, Європейська комісія закликала до дій, внаслідок яких прийнято 1997 року звернення до урядів щодо вікових обмежень. У ньому міститься заклик створити незалежну інституцію, яка керувала б саморегулюванням у аудіовізуальній галузі.
1999 року в тісній співпраці з міністерствами освіти, культури та науки, охорони здоров'я, благополуччя та спорту і юстиції створено Nederlands Instituut voor de Classificatie van Audiovisuele Media. NICAM розпочав з ініціативи та координування створення системи Kijkwijzer, 2000 року затвердженої урядом, яка стала законом 22 лютого 2001 року.
У квітні 2003 року перед NICAM поставлено завдання оцінити програмне забезпечення для комп'ютерних та відеоігор для нещодавно створеної Pan European Game Information. Британська рада зі стандартів відео діє як агент NICAM у Великій Британії через «високу концентрацію видавців відеоігор, які перебувають у Великій Британії».
2004 року роботу NICAM оцінив уряд Нідерландів. Хоча в ході оцінювання виявлено моменти, які можна покращити, зробили висновок, що NICAM діє добре.

## Організація
Президент незалежної ради директорів NICAM — Борис Ван дер Гам.
З NICAM прямо чи опосередковано пов'язані понад 2200 компаній та організацій. Керівна рада складається з представників громадських та комерційних мовних компаній, кінопрокатників та операторів кінотеатрів, дистриб'юторів, магазинів відеопрокату та відділів реклами:
- Голландська асоціація виробників та імпортерів відео- та аудіоносіїв (NVPI)
- Голландська організація роздрібної торгівлі відео (NVDO)
- Голландська асоціація роздрібних продавців музики (NVGD)
- Голландська федерація кінематографії (NFC)
- Голландський радіомовний фонд (NOS), що представляє всіх голландських громадських мовників
- Асоціація супутникових телерадіомовників (VESTRA)